# Collège de Bayeux
Le collège de Bayeux (nom latin : collegium Bajocense) est un collège de l'ancienne université de Paris.

## Histoire
Le collège est fondé en 1308 par Guillaume Bonnet, évêque de Bayeux. Celui-ci lègue, par voie testamentaire, une maison située au 93, rue de la Harpe, pour douze boursiers, dont six devaient être de l’évêché du Mans. Le but de Guillaume Bonnet, lors de la fondation du collège, est de favoriser l'étude de la théologie.
En 1309 une autorisation est octroyée par Philippe le Bel d'étendre la superficie du collège en condamnant une ruelle située entre la rue de la Harpe et la rue des Maçons. Les travaux sont terminés en 1312.
Le collège reçoit de nouveaux statuts en 1315. Ceux-ci consistent en de nouveaux règlements établis par un chanoine de Bayeux, exécuteur testamentaire de Guillaume Bonnet. Ils seront par la suite réformés en 1543 par deux conseillers au parlement, à la requête des évêques du Mans et d’Angers, puis à nouveau modifiés en partie en 1551 par le parlement.
L'entretien des boursiers (nourriture, blanchissage) est assuré par une somme fixe annuelle (500 livres au XVIIIe siècle). Les boursiers sont par ailleurs soumis à des examens réguliers et peuvent être évincés du collège s'ils ne satisfont pas aux niveaux d'apprentissage attendus.
Très peu d'éléments subsistent du collège lui-même. Celui-ci connaît une lente période de déclin à partir du XVIIe siècle, due à une mauvaise gestion administrative et financière. À partir de 1747, il ne reste que quatre boursiers. Une délibération datée du 9 août 1764 fait à cet égard état d'un collège réduit à « la grande maison occupée par le fondateur et la petite maison attenante, abandonnée de son vivant pour le logement des boursiers. Ce terrain forme aujourd’hui quatre maisons et l’intérieur du collège. » Les espaces communs, et notamment la chapelle, se trouvaient dans le bâtiment principal. Certains éléments matériels viennent éclairer sur la configuration du collège, tels que le dessin d'Alfred Bonnardot de 1839 représentant la façade du collège, ou la porte conservée au musée de Cluny. Au coin de la rue de la Parcheminerie et de la rue Saint-Jacques, au revers du charnier de l’église Saint-Séverin, a été apposée une niche provenant de la porte sur cour.
À la suite des lettres patentes du 21 novembre 1763, le collège d'Autun fusionne (à l'instar d'autres collèges de l'ancienne université de Paris) avec le collège Louis-le-Grand.